# Storfhöhe
Storfhöhe är ett berg i Österrike.   Det ligger i distriktet Villach Stadt och förbundslandet Kärnten, i den centrala delen av landet, 270 km sydväst om huvudstaden Wien. Toppen på Storfhöhe är 957 meter över havet, eller 6 meter över den omgivande terrängen. Bredden vid basen är 0,39 km.
Terrängen runt Storfhöhe är kuperad åt nordost, men åt sydväst är den bergig. Närmaste större samhälle är Villach, 5,7 km nordost om Storfhöhe. 
I omgivningarna runt Storfhöhe växer i huvudsak blandskog. Runt Storfhöhe är det ganska tätbefolkat, med 96 invånare per kvadratkilometer.